# Chiostro di Santa Marta
Discreto e silenziosamente assorto in un raccoglimento quasi sacrale, il chiostro pare starsere in disparte|Francesco Carpinteri-Il chiostro oltre la grata
La chiesa di Santa Marta e l'annesso chiostro facevano parte degli edifici del monastero domenicano femminile di clausura di Bergamo soppresso nel 1798 con il periodo napoleonico. Il chiostro è la sola parte restante confinato tra i grandi palazzi delle banche della parte bassa della città di Bergamo nella Galleria Crispi, quasi sempre sconosciuto ai frettolosi faccendieri moderni, diventando per alcune particolari occasioni, parte viva come sede di concerti e di mostre.

## Storia
Il culto di santa Marta venne portato a Bergamo dal beato Venturino Ceresolo originario di Bergamo (1304-1346) che aveva preso i voti domenicani nel convento di Santo Stefano nel 1319, ma che aveva girato la Francia fermandosi ad Avignone con le sue predicazioni, dove maturò una grande devozione alla santa giudaica. Il monastero risulta documentato verso il 1335-1340 con la presenza di un gruppo di religiose, tra le quali Catalina, sorella del beato.
Fra l'opere insigni del B. Venturino Ceresoli nella patria nostra praticate, celebra fu l'erettione della Chiesa e Monastero di S. Marta delle Monache Domenicane. Hoggi ne stabilì il buon servo di Dio la fabrica per la particolare devozione da lui alla Santa ospitaliera di Cristo professata e hoggi ancora se ne gettorno le fondamenta, con la benedittuione della prima pietra ergendosi indi il monastero che di presente si vede
Secondo lo storico Andrea Pasta la chiesa fu consacrata nel 1377 dal vescovo Lanfranco de Saliverti, ma a quella data vi era già la chiesa e il convento.
Il monastero era locato tra la vicinia di San Leonardo e il grande prato di Sant'Alessandro dove si svolgeva la fiera omonima.

I monasteri domenicani a Bergamo erano tre: quello maschile di Santo Stefano del 1226, e quello femminile di Matris Domini del 1273. Quello quindi ultimo fu quello di santa Marta la cui chiesa fu consacrata il 19 ottobre 1357 La posizione lontana dalla parte importante cittadina, fa considerare che vi fossero pochi mezzi finanziari, per questo la sua costruzione fu lenta e le parti interne della chiesa furono decorate con affreschi in due tempi different: il presbiterio fu decorato per primo e a seguire di un ventennio anche il resto dell'aula. La loro realizzazione trecentesca sarebbe confermata da una epigrafe in stile gotico: 
HIC JACET BERTOLUS DE ZORLIS MERCATOR COZOREUM/ET ROMAZINUS QUONDAM MICAELIS SUPREDICTI BERTOLI/DE ZORLIS FECIT FIERI HOC OPUS MCCCLXXXVIII
Il portico fu realizzato nel 1672 con la costruzione della nuova facciata. Anche gli affreschi che decorano il lato nord chiostro, che ripresero luce durante i restauri dei primi anni del Novecento, risalgono a questo periodo. La chiesa era stata ornata di stucchi e dipinti realizzati da Marco Olmo, Pietro Paolo Raggi e Francesco Capella, mentre l'altare maggiore ospitava la pala Madonna col Bambino in trono e santi di Enea Salmeggia fu rimosso e conservato presso la milanese Pinacoteca di Brera dal 1805.
Il monastero fu soppresso con gli editti napoleonici il 21 giugno 1798 con l'obbligo di dimissioni da parte di tutte le religiose precludendo loro la possibilità di ritornarvi in quanto gli edifici furono adibiti a caserma e ospedale militare, contrariamente a quello di Matris Domini dove le monache poterono già nel 1835 riprendere possesso degli stabili.
Con l'avvento della dominazione austriaca i locali divennero magazzini di proviande militari, con tanto di forno per l'approvvigionamento del pane per le truppe, successivamente mercato di prodotti agricoli, nonché locazione di uffici comunali. Il 28 ottobre 1914 gli immobili divennero proprietà della Banca Popolare di Bergamo che distrusse le parti del monastero e della chiesa ormai fatiscenti costruendo la nuova parte cittadina con la galleria Crispi, dando però possibilità di recupero del chiostro incarico dato all'ingegnere Luigi Angelini negli anni trenta e poi, negli anni novanta del Novecento, al figlio Sandro.
Luigi Angelini curò anche la rimozione degli affreschi presenti nella chiesa facendone una precisa mappatura prima che il luogo di culto venisse completamente distrutto nel 1922. Alcuni strappi degli affreschi recuperati durante i restauri, furono donati all'Accademia Carrara e successivamente conservati presso la sala delle capriate, e altri in collezioni private, come san Sebastiano opera di Pecino da Nova, conservato nella collezione della banca stessa.

## Descrizione
Pur trovandosi in un luogo di passaggio quasi obbligato, il chiostro resta invisibile per la maggior parte dei passanti trovandosi chiuso oltre una cancellata che lo delimita, diventando visitabile in occasione di mostre o concerti ma visibile agli osservatori più attenti che passano la Galleria Crispi. Da una citazione
L'importante è sapere che c'è, che le sue pietre respirano ancora come un magico cuore nel cuore della città|Francesco Carpinteri, "Il chiostro oltre la grata", Qui a Bergamo: mensile della città, Anno 1°, n.6, Consult, Bagnatica (BG), Ottobre 1992.
Il chiostro si presenta nella sua originale disposizione quattrocentesca, ridando quell'immagine claustrale di tranquillità che era la caratteristica degli antichi luoghi di preghiera, forse il solo della città orobica che ha mantenuto l'esatta composizione architettonica. La linearità degli elementi architettonici disposto su due livelli con la regolarità dei chiaro scuri ricorda i loggiati presenti in val Seriana con la disposizione di porticati sovrapposti, molto ampi per la parte a piano terra, e che raddoppiano di numero sul piano rialzato. 
Il chiostro ospita due importanti opere: Cardinale Seduto di Giacomo Manzù e un monolito di Anish Kapoor.